# Ngô Mây, thành phố Kon Tum
Ngô Mây là một phường thuộc thành phố Kon Tum, tỉnh Kon Tum, Việt Nam.

## Địa lý
Phường Ngô Mây là cửa ngõ phía bắc của thành phố Kon Tum, có vị trí địa lý:
- Phía đông giáp phường Duy Tân và xã Đăk Cấm
- Phía tây giáp xã Vinh Quang
- Phía nam giáp xã Vinh Quang và phường Quang Trung
- Phía bắc giáp huyện Đăk Hà.

Phường Ngô Mây có diện tích 17,22 km², dân số năm 2020 là 4.971 người, mật độ dân số đạt 289 người/km².

## Hành chính
Phường Ngô Mây được chia thành 3 tổ dân phố: 1, 2, 3 và 2 thôn: Plei Trum Đăk Choăh, Thanh Trung.

## Lịch sử
Ngày 8 tháng 1 năm 2004, Chính phủ ban hành Nghị định 13/2004/NĐ-CP về việc thành lập phường Ngô Mây trên cơ sở 550 ha diện tích tự nhiên và 4.035 nhân khẩu của xã Vinh Quang.
Ngày 10 tháng 4 năm 2009, Chính phủ ban hành Nghị định 15/NĐ-CP về việc thành lập thành phố Kon Tum thuộc tỉnh Kon Tum. Phường Ngô Mây trực thuộc thành phố Kon Tum.
Ngày 20 tháng 12 năm 2013, Chính phủ ban hành Nghị quyết số 126/NQ-CP về việc điều chỉnh 1.098,43 ha diện tích tự nhiên và 1.628 nhân khẩu của xã Vinh Quang để phường Ngô Mây quản lý.
Phường Ngô Mây có 1.722,73 ha diện tích tự nhiên và 4.125 nhân khẩu.
Ngày 30 tháng 12 năm 2019, Hội đồng nhân dân tỉnh Kon Tum ban hành Nghị quyết số 66/NQ-HĐND về việc:
- Sáp nhập 41 hộ TDP 2 vào TDP 1.
- Sáp nhập TDP 3 vào phần còn lại vào TDP 2.
- Đổi tên TDP 4 thành TDP 3.